# Leucania jaliscana
Leucania jaliscana là một loài bướm đêm trong họ Noctuidae.